# Журавці
Журавці (пол. Żurawce; укр. Журавці) — село в Польщі, у гміні Любича-Королівська Томашівського повіту Люблінського воєводства.
Населення — 420 осіб (2011).
Розташоване на українському Закерзонні (в історичному Надсянні).

## Історія
Перша письмова згадка від 1387 року.
Понад 100 років Журавці були прикордонним селом Австро-Угорщини.

Давня церква у с. Журавче, що існувала до 1912 р.

На 1 січня 1939 року в селі мешкало 2860 осіб, з них 2640 українців-греко-католиків, 70 українців-латинників, 30 поляків, 70 польських колоністів міжвоєнного періоду, 50 євреїв.
Після війни західна частина Рава-Руського району включно з Журавцями була віддана Польщі. В 1946 році ряд сімей були виселені до села Бобулинці на Тернопільщині.

## Демографія
Демографічна структура станом на 31 березня 2011 року:
|          | Загалом | Допрацездатний вік | Працездатний вік | Постпрацездатний вік |
| -------- | ------- | ------------------ | ---------------- | -------------------- |
| Чоловіки | 206     | 41                 | 147              | 18                   |
| Жінки    | 214     | 51                 | 113              | 50                   |
| Разом    | 420     | 92                 | 260              | 68                   |